# 太和 (后赵)
太和（328年二月-330年八月）是十六国时期后赵政权后赵明帝石勒的第一个年号，共计3年。也是后赵所使用的第一个年号。
石勒319年称王，但是直到328年才开始使用年号。
太和三年九月改元建平元年。
又鍾淵映《历代纪元考》考证《魏书》载刘曜得黑兔改年太和有误，实为后赵石勒年号。刘曜并没有改元之事。这可能是因为当时前赵和后赵国号相同，领土相接，传闻谬误，导致史书记载错误。

## 纪年
| 太和 | 元年  | 二年  | 三年  |
| ---- | ----- | ----- | ----- |
| 公元 | 328年 | 329年 | 330年 |
| 干支 | 戊子  | 己丑  | 庚寅  |

## 参看
- 中国年号索引
- 其他时期使用的太和年号
- 同期存在的其他政权年号
  - 咸和（326年二月-334年）：东晋皇帝晉成帝司馬衍的年号
  - 玉衡（311年-334年）：成汉政权李雄的年号
  - 光初（318年十月-329年八月）：前赵政权刘曜的年号
  - 建兴：前凉政权年号